# Jürgen Meyer (Leichtathlet)
Jürgen Meyer (* 28. Juli 1954 in Altencelle) ist ein ehemaliger deutscher Leichtathlet, der sich auf das Gehen spezialisiert hatte.

## Sportliche Karriere
Jürgen Meyer begann beim TuS Ricklingen und startete später für den VfL Wolfsburg. Bei den Deutschen Meisterschaften 1983 gewann Meyer zusammen mit Karl Degener und Uwe Jakob die Mannschaftswertung im 20-km-Gehen. 1981 und 1982 siegten Degener und Meyer zusammen mit Michael Ritter in der Mannschaftswertung im 50-km-Gehen. Meyer trat von 1977 bis 1985 bei 20 Länderkämpfen im Nationaltrikot an.
Jürgen Meyers Mutter Olga Meyer (1928–1996) trat ebenfalls für TuS Ricklingen im Gehen an.